# All I Ask of You
Singles par Cliff Richard
Born to Rock 'n' Roll
(1986) Slow Rivers
(1986)
Singles par Sarah Brightman
The Phantom of the Opera
(1986) Doretta's Dream
(1987)
All I Ask of You est une chanson d'Andrew Lloyd Webber (musique), Charles Hart (paroles) et Richard Stilgoe (paroles additionnelles) de la comédie musicale d'Andrew Lloyd Webber The Phantom of the Opera, créée au Her Majesty's Theatre dans le West End de Londres en 1986.
La chanson fut créée sur scène par Sarah Brightman et Steve Barton, les interprètes des rôles de Christine Daaé et de Raoul dans la production originale, mais, un peu avant cela, elle fut enregistrée par Brightman avec le chanteur Cliff Richard et sortit en tant que single destiné à la promotion de la comédie musicale à venir. Le single (de Cliff Richard et Sarah Brightman) eut beaucoup de succès en Grande-Bretagne, atteignant la 3e place du hit-parade de ce pays.

## Reprises
Cette chanson a notamment été reprise par Barbra Streisand en 1988.